# 久下橋

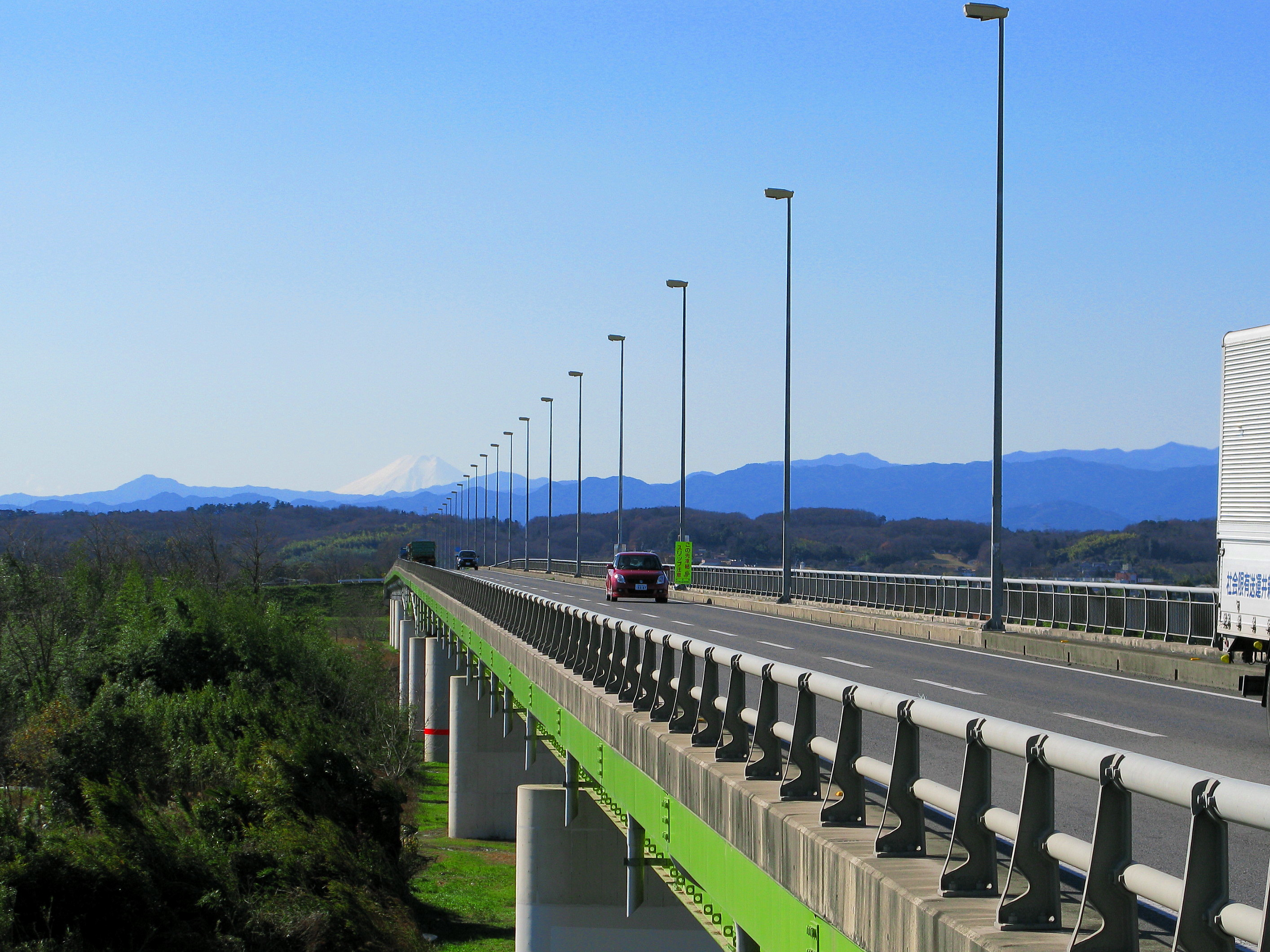
久下橋より富士山を望む（2010年12月）

久下橋（くげはし）は、埼玉県熊谷市屈戸と久下地区を流れる荒川の間に架かる埼玉県道257号冑山熊谷線の橋である。

## 概要
旧大里郡大里町地区から熊谷市中心部に渡る生活道路となっている。河口から73.2キロメートルの位置に架かる2003年開通の現在の橋は、橋長778.0メートル、幅員10.75メートルの9径間鋼連続箱桁橋である。歩道は幅員3.0メートルで、上流側のみに設置されている。また、埼玉県の第二次緊急輸送道路に指定されている。橋を通る公共交通機関は特に存在しないが、ゆうゆうバス第1系統の「下久下」バス停が橋の北詰から徒歩3分の場所にある。

### 諸元
- 構造形式 - 9径間鋼連続箱桁橋
- 橋長 - 778.0メートル
- 全幅員 - 11.750メートル
- 有効幅員 - 10.250メートル
- 最大支間長 - 120.0メートル
- 支間割 - （79.2 m＋80.0 m＋79.2 m）＋（99.3 m＋120.0 m＋99.3 m）＋（71.7 m＋73.0 m＋71.7 m）[6]
- 鋼重 - 2015トン[6]
- 竣工 - 2001年（平成13年）[7]
- 施工会社 - 川崎重工業、川田工業（川田テクノロジーズ）、栗本鐵工所、サクラダ、JFEエンジニアリング、住友重機械工業、高田機工、東京鐵骨橋梁、トピー工業、東日本鉄工、松尾橋梁、三菱重工業、宮地鐵工所（宮地エンジニアリング）、横河ブリッジ[8]

## 歴史

### 1955年以前の橋
1954年（昭和29年）度の埼玉県議会には熊谷市長から「熊谷市の東部より大里郡市田村に通ずる市道の荒川に架設せる久下橋の復旧架設費に対し県費補助方の件」が請願されており、この時期より前に久下橋があったらしい。

### 1955年の橋

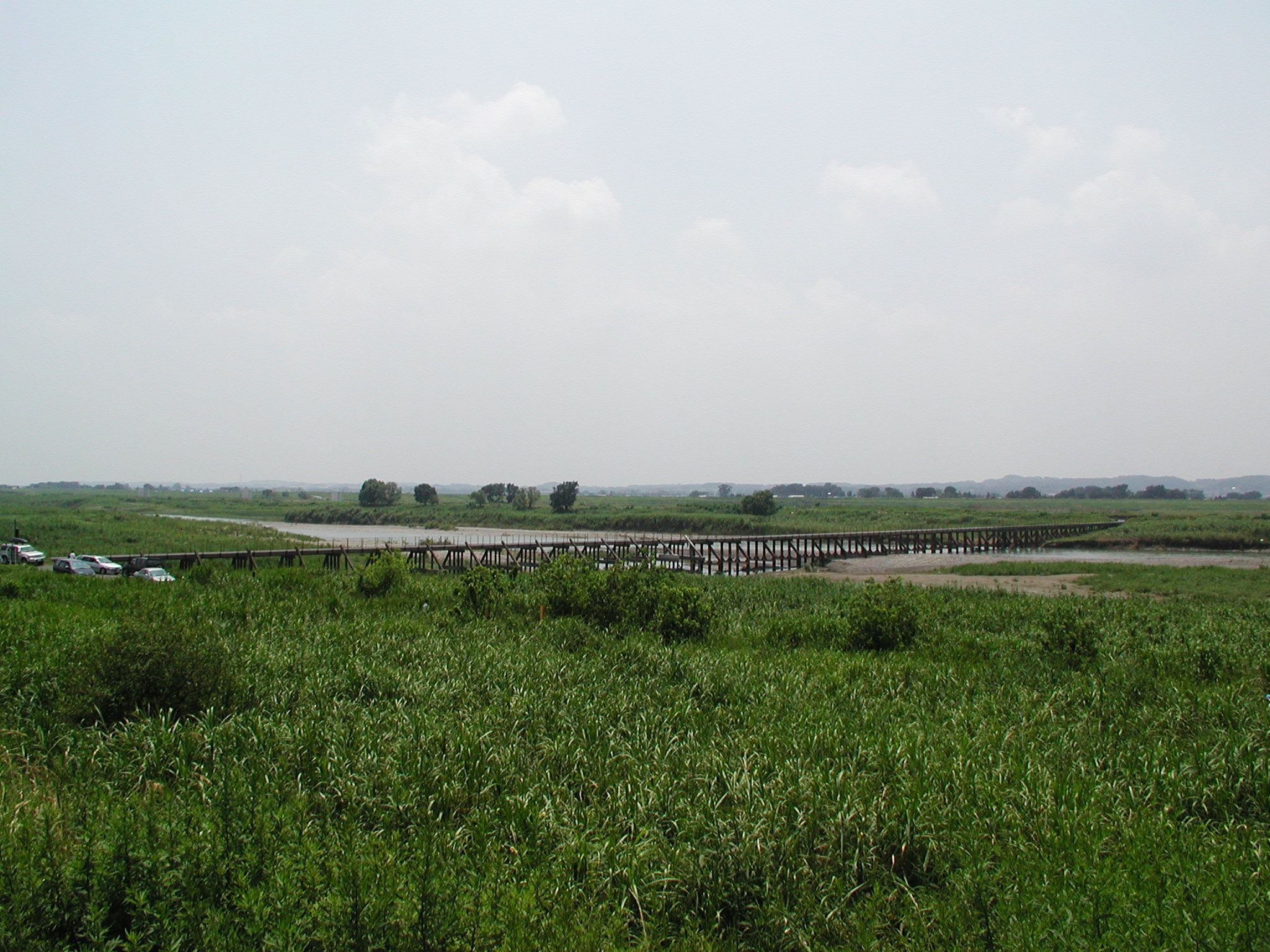
旧久下橋（2000年7月）

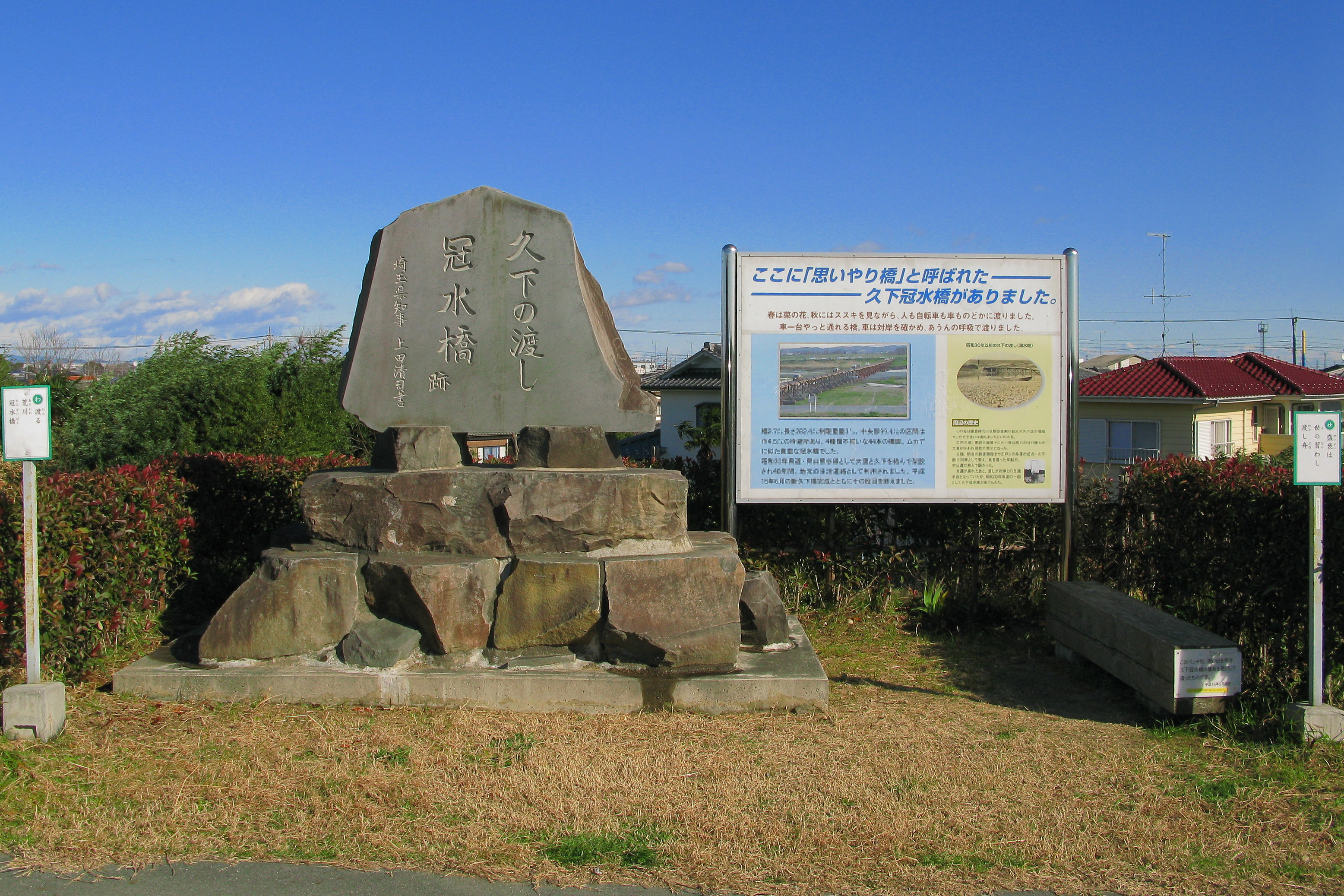
旧久下橋記念碑（2010年12月）

橋は久下冠水橋（くげかんすいきょう）とも呼ばれ、1955年（昭和30年）7月19日に開通した。橋の施工は久下にある株式会社新井組が行なった。開通当時は市町村道の橋梁だったが、地元住民の埼玉県への陳情により1966年（昭和41年）4月に県道（埼玉県道257号冑山熊谷線）に昇格されている。全長282.4メートル、幅員2.7メートル（一部4.5メートル）で、橋脚は44本。車幅制限は2.0メートルで重量制限は3.0トンである。橋脚が鋼製（一部コンクリート製）、橋桁が木製の冠水橋であった。欄干は初めは付けられていなかったが住民の要望に応じ、1968年（昭和43年）6月頃に鉄パイプを立ててワイヤーを張った簡素な欄干が設置された。この欄干は洪水の際に着脱が可能なものである。元々は中洲を挟み熊谷側と大里側にそれぞれ橋が架けられていたが、洪水などで中洲が消失した他、橋の破損の補修を繰り返しているうちに1本の橋に繋がったものである。橋の中央部の幅員がやや広くなっているのはその名残である。また、橋の損壊の他、橋の修繕の際にも通行止めの措置が取られ、1986年（昭和61年）11月15日から12月15日までの1ヶ月間はそれより通行止めとされた。道幅が狭く自動車のすれ違いができなかったため、対岸の車両との譲り合いが前提となっていた。この譲り合う姿により「思いやり橋」とも言われていた。
1970年代から永久橋に架け替える計画が存在しており、1977年（昭和52年）10月11日に久下・佐谷田地区内関係者を対象に地元公民館で説明会が行われたが、生活に密着した身近な橋であったことや騒音問題を危惧したことなどから、地元住民によって「久下橋かけかえ反対期成同盟会」が結成され、住民と行政にて長期に亘る協議・交渉が行われた。
珍しい構造の橋であることから文化的意味合いもあって、地元では撤去を惜しむ声が強く「久下橋を残す会」が結成され署名運動が行われ約四千名の署名が集まったことで保存も検討されたが、老朽化が著しく河川の管理上や財政上の問題もあり、各種方面との協議の結果、最終的に撤去する結論に至った。
埼玉県道最後の冠水橋であった旧橋は、現行橋の開通に伴い、2003年（平成15年）6月15日午後5時をもって通行止となり50年近い歴史に幕を閉じ、同年度中に撤去された。なお撤去を担当したのも建設時と同じ新井組だった。
2004年（平成16年）9月4日に左岸側の旧橋跡付近に記念碑・説明板と旧橋主桁部の廃材で作製されたベンチが有志による募金にて設置された。

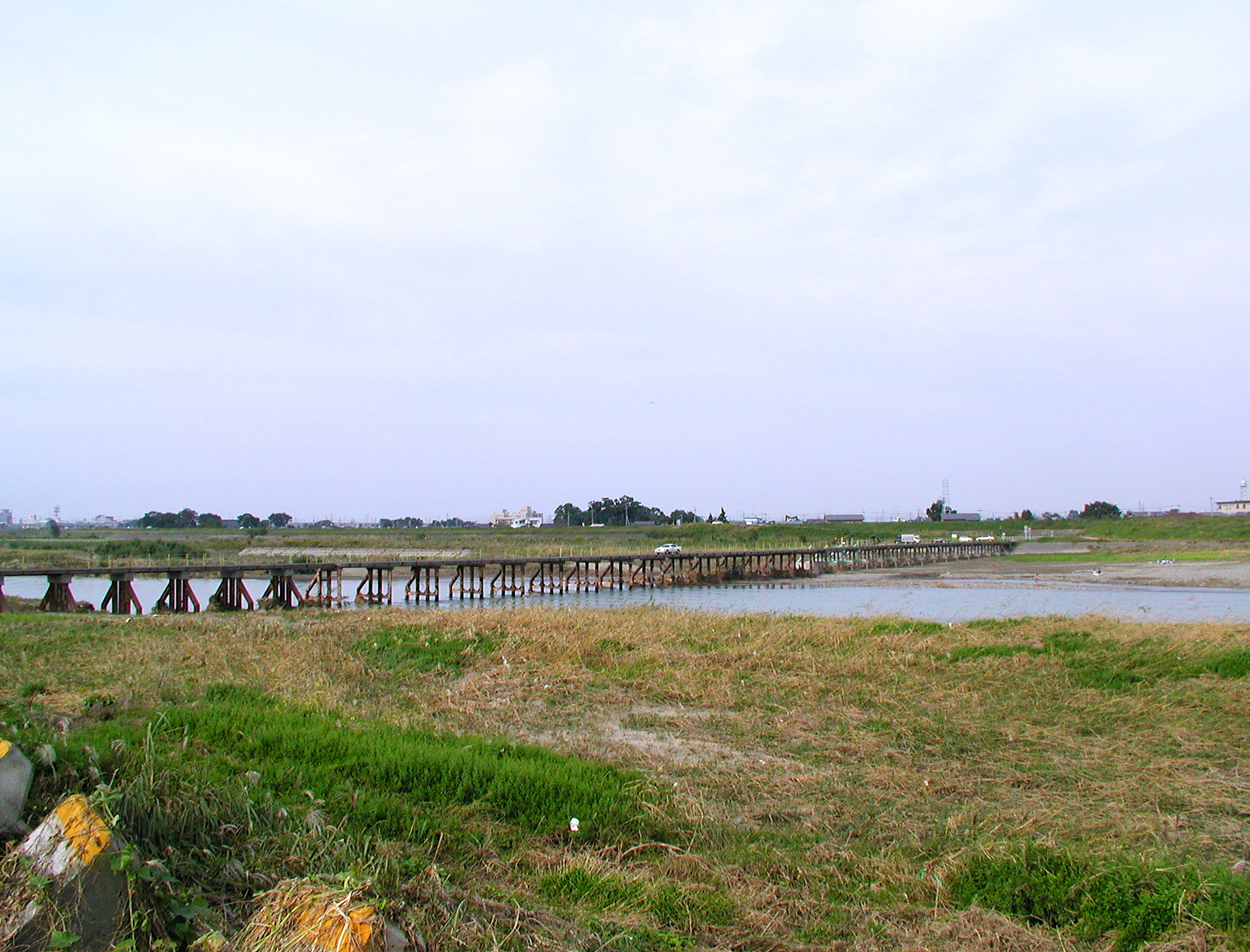
東側、右岸から
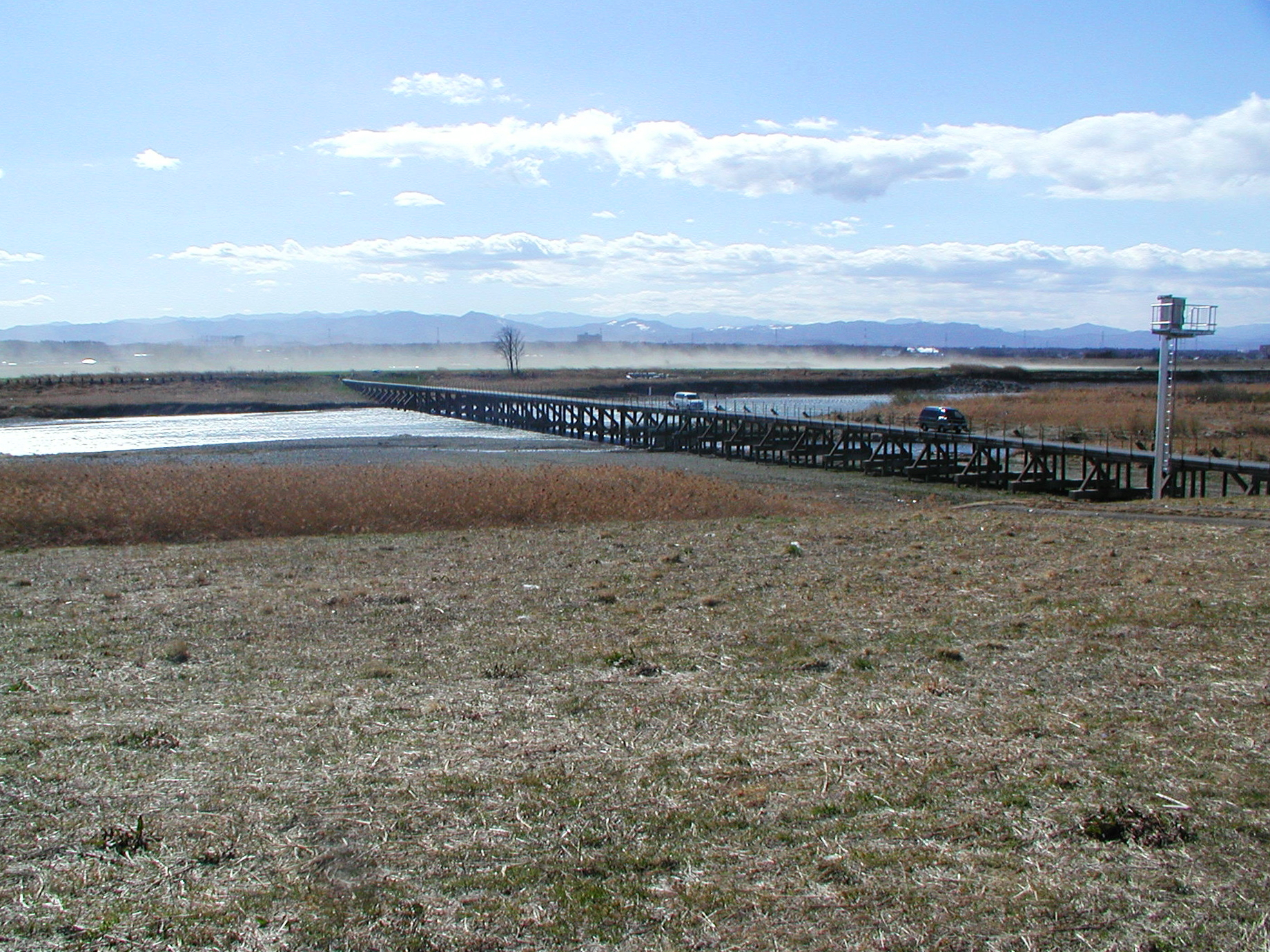
東側、左岸から
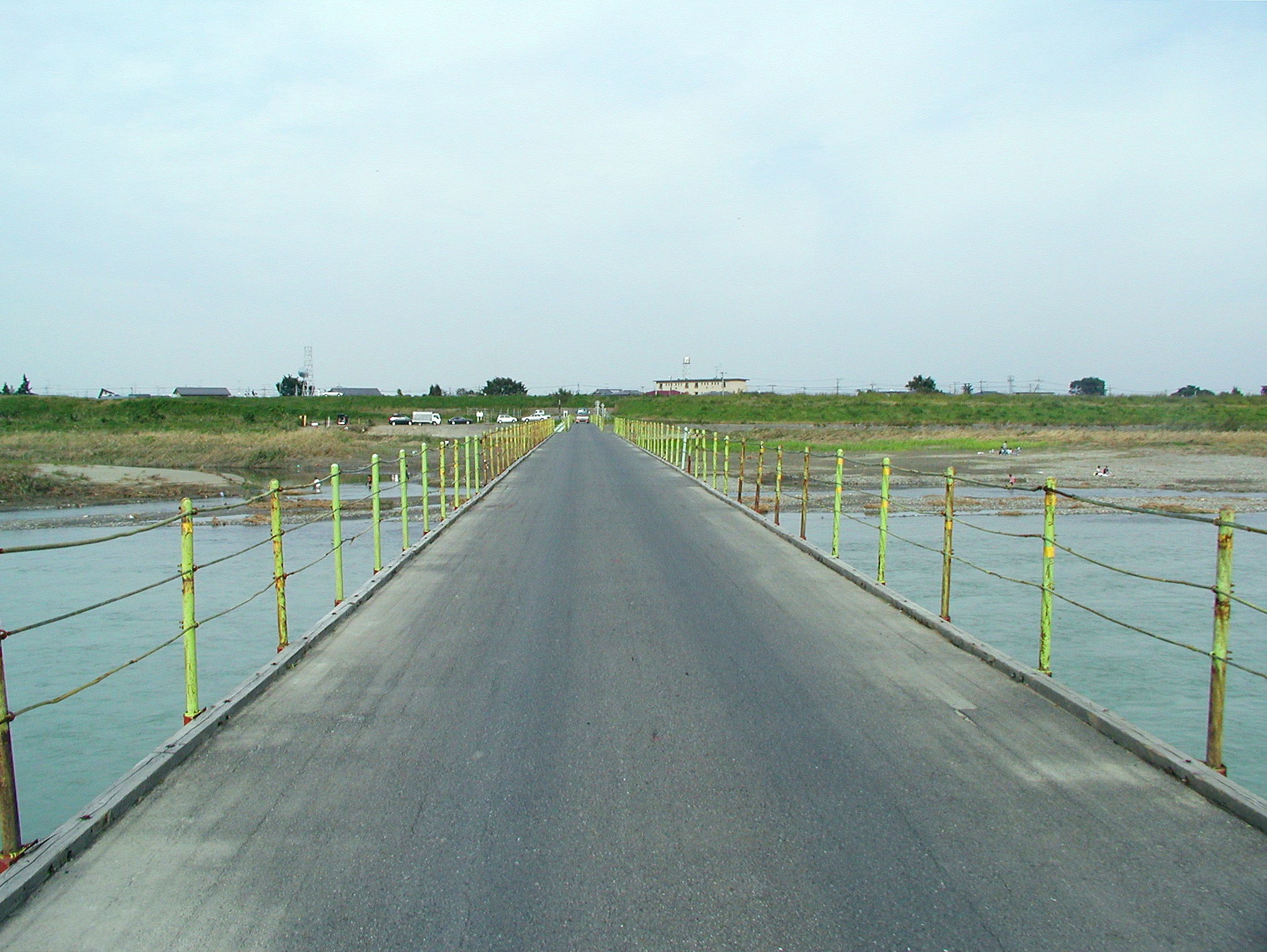
熊谷市街地方面を望む
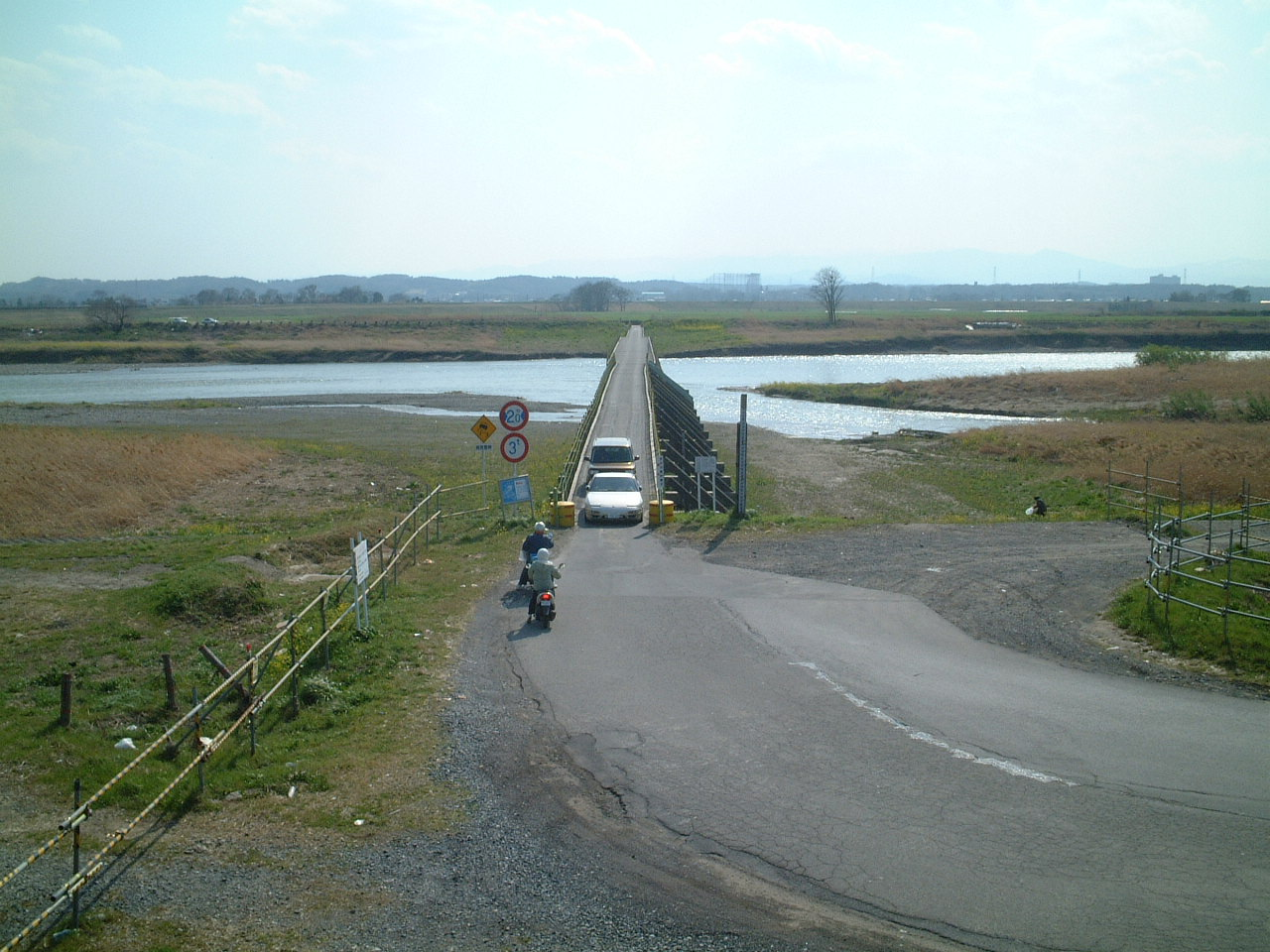
左岸堤防から
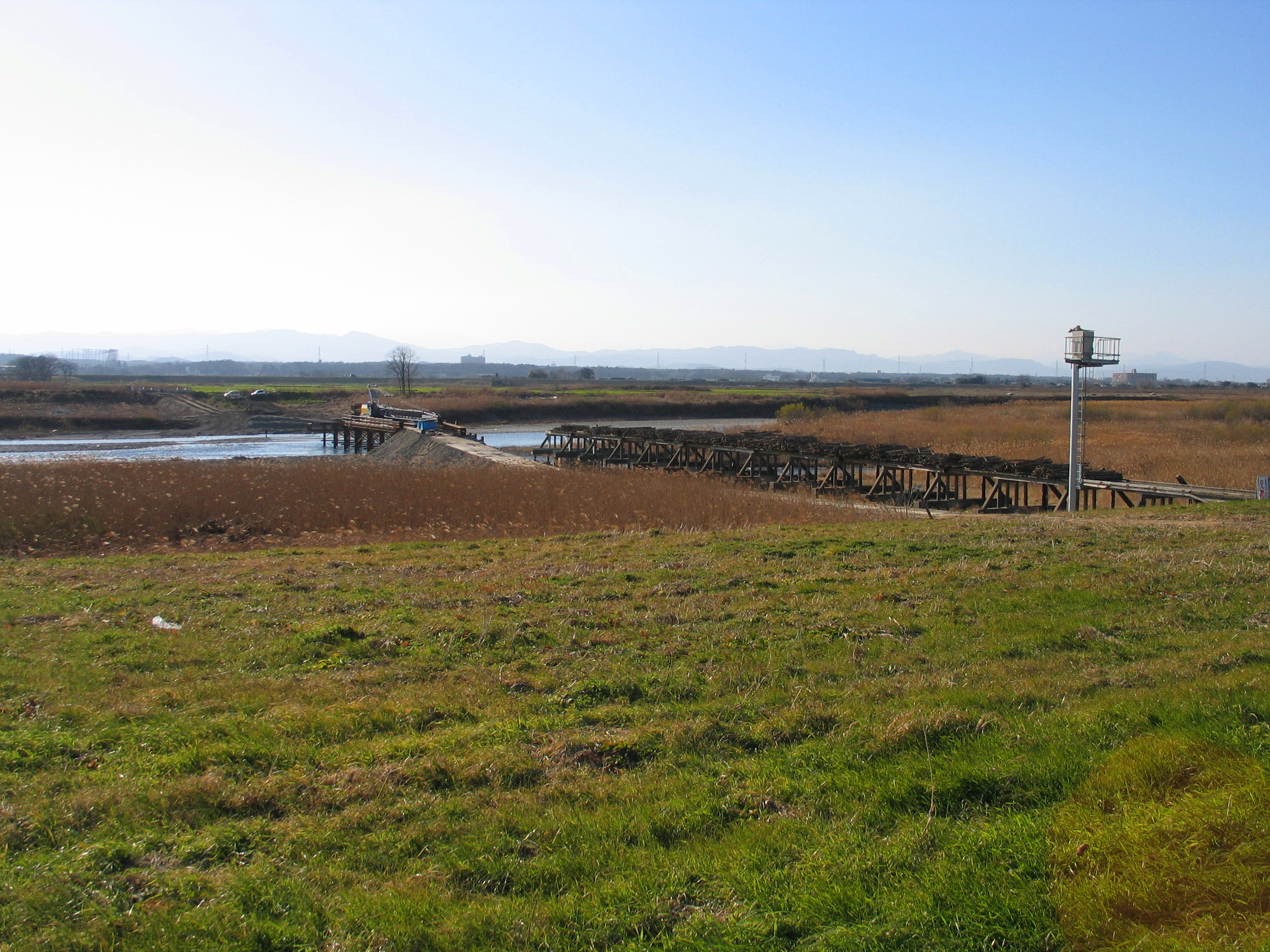
旧橋撤去作業

### 2003年の橋

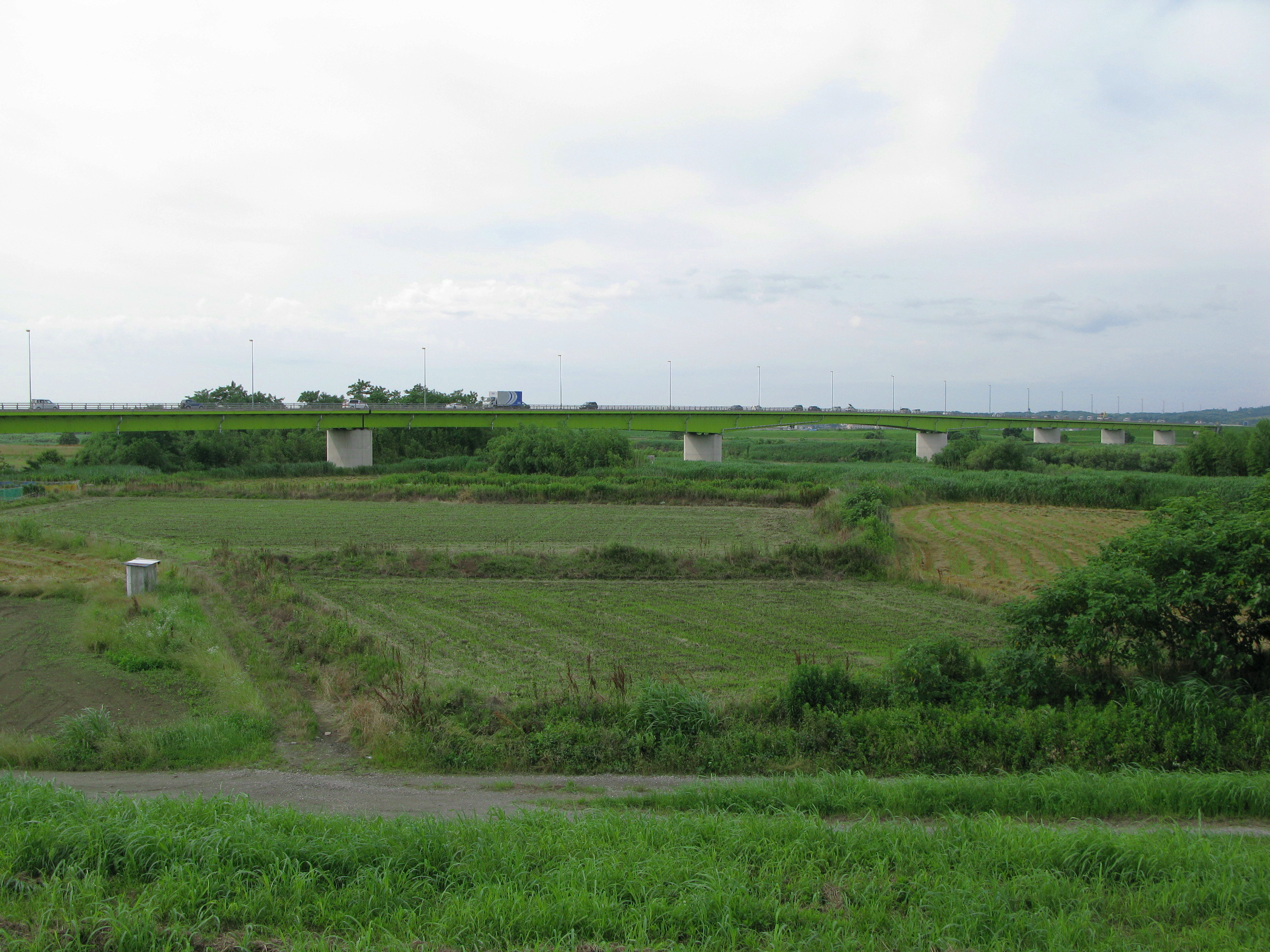
左岸から見た久下橋（2012年5月）

旧橋は重量制限がある上、荒川の水量が増すと通行できなくなり、幅が狭く片側交互通行であるなど問題があり、第59回国民体育大会（彩の国まごころ国体）のアクセス道路整備事業として、架け替えが計画された。総事業費125億円を投じて1996年（平成8年）に着工し、2001年（平成13年）に完工され、2003年（平成15年）6月15日午後5時30分に開通した。橋の架設工法としてトラッククレーンベント工法、および横取り工法が用いられた。
開通式は同日午後に橋上で行われ、埼玉県知事と熊谷市長、大里町長の3人やその関係者が出席される中、テープカットやくす玉割りが執り行われ、沖縄舞踏愛好会による沖縄舞踏の他、久下小学校の児童による久下の伝統的な踊りである長土手音頭が披露される中、渡り初めが行われた。
橋の北詰で一体で整備されたJR高崎線の跨線橋に直結する。現行の橋は旧橋より約500メートル川下に位置し、全長778.000メートル、総幅員11.750メートル、有効幅員10.250メートル（車道7.250メートル、歩道3.000メートル、車道と歩道の間の縁石の幅を含めると幅員10.75メートルになる）、最大支間長120.000メートル、前後のアプローチ区間である陸橋を含めると総延長2,462メートルになる。橋面は車道側に1.5パーセント、歩道側に2.0パーセントの横断勾配が付けられている。

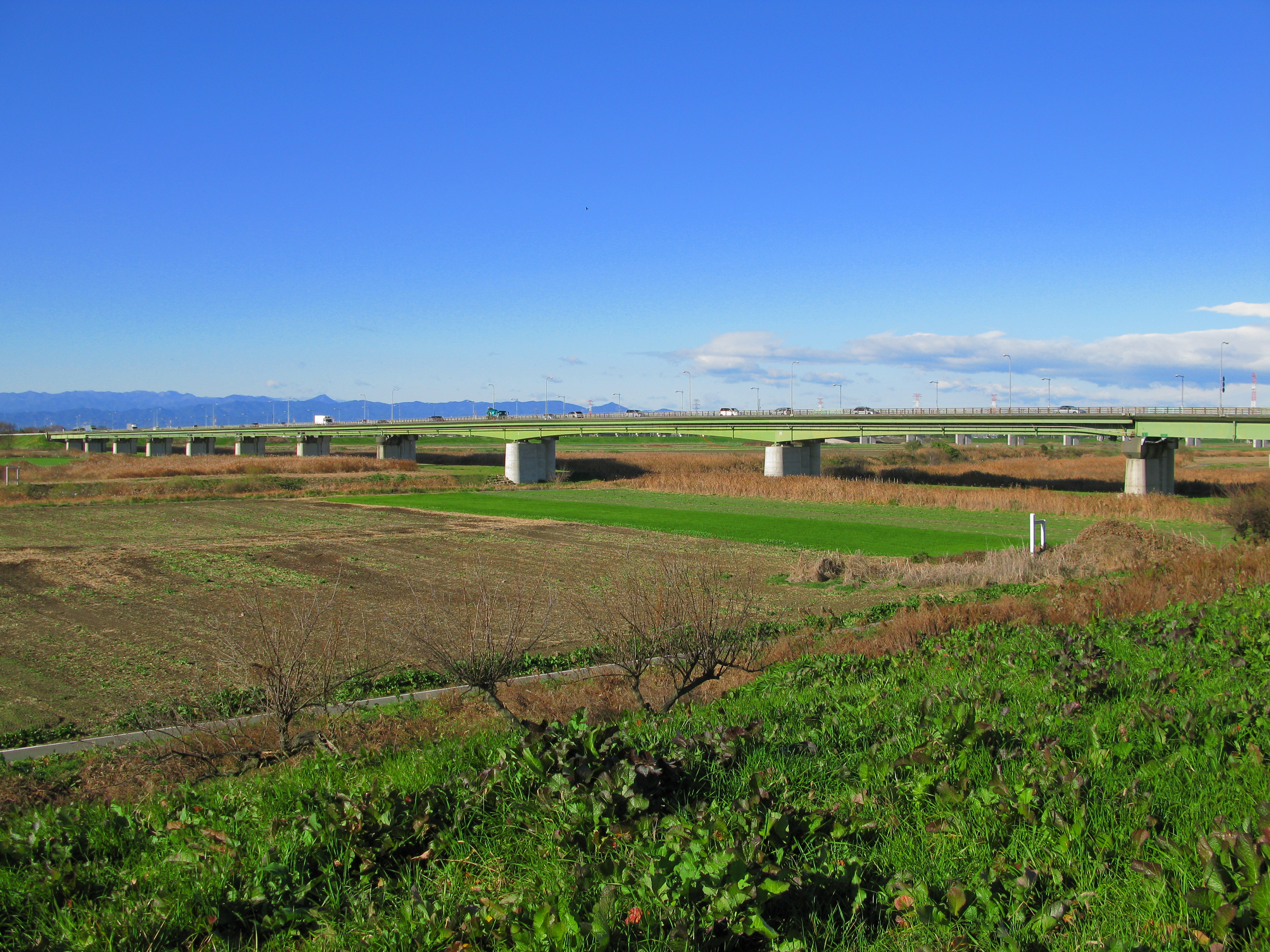
東側、左岸から
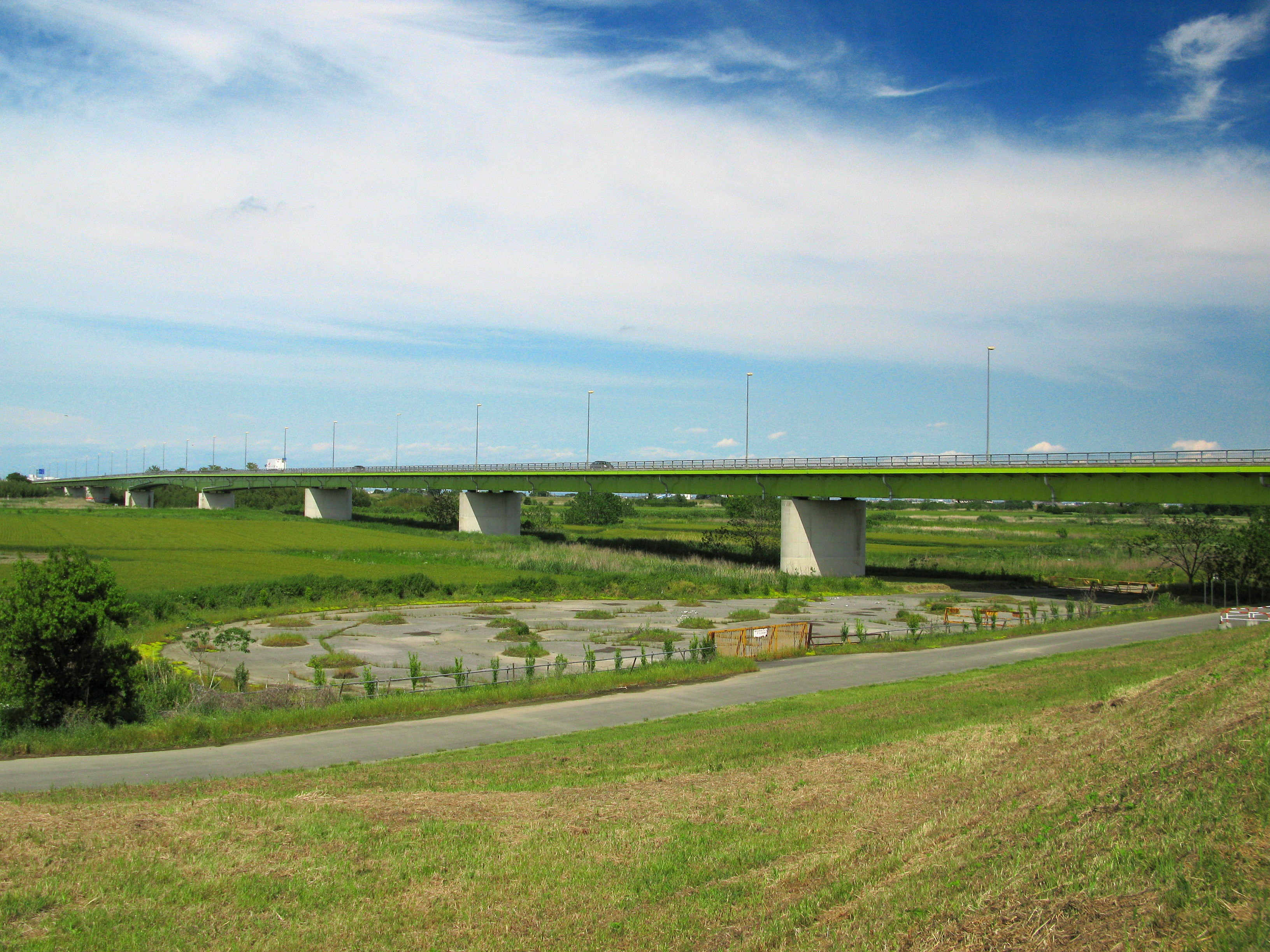
西側、右岸から
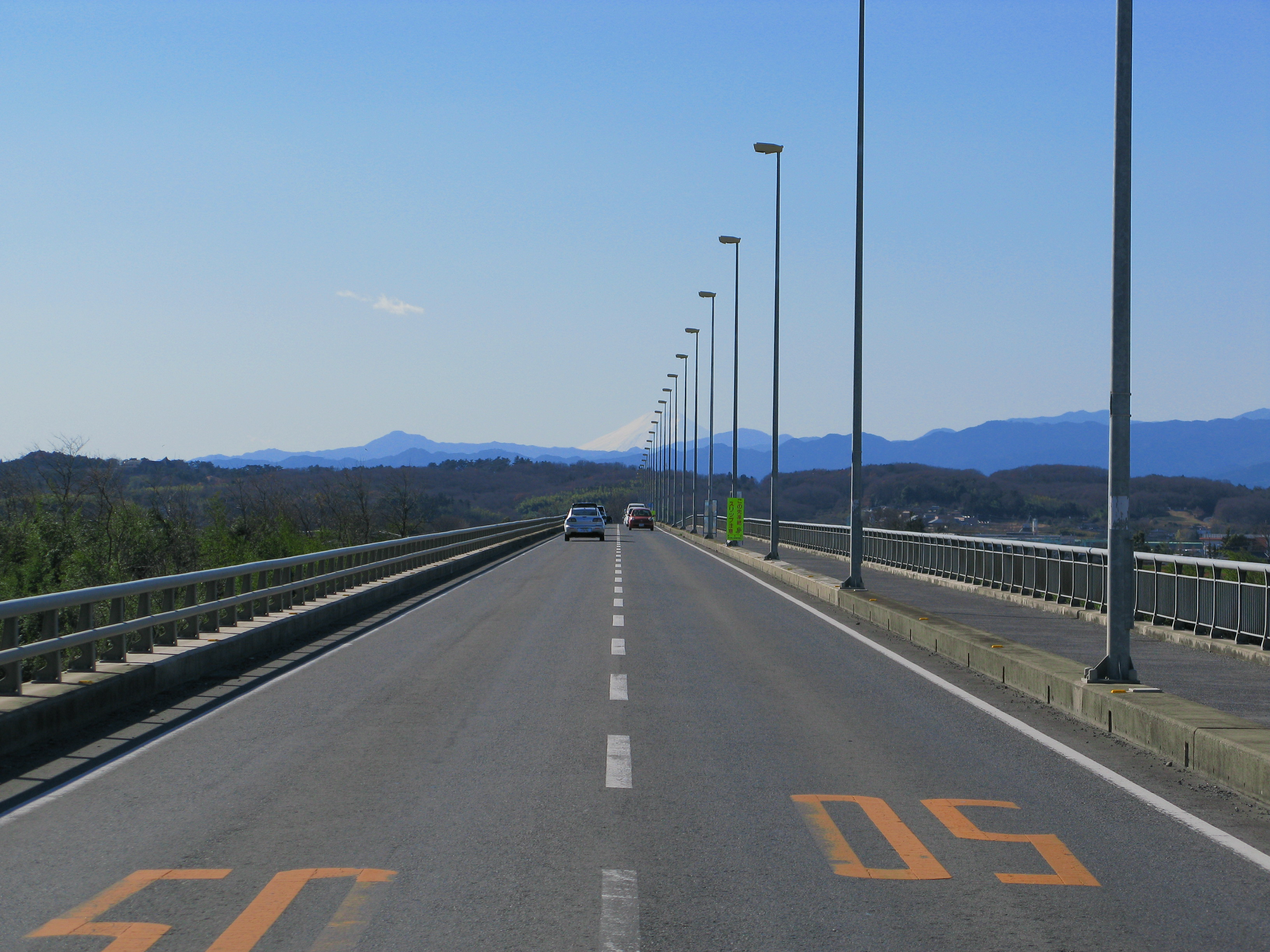
大里地区方面を望む

## 橋の周辺
1979年（昭和54年）に久下橋付近で実施された魚類捕獲調査では、ウグイ、オイカワ、コイなどが取れた。1985年の調査では、ニゴイとウグイが多数を占めた。橋のある場所は1969年（昭和44年）度より埼玉県が水質測定を行う地点のひとつに加えられている。
久下側から屈戸側に渡る場合、正面に富士山が綺麗に見える。2004年（平成16年）10月に関東の富士見百景（国土交通省関東地方整備局）に選ばれた。堤外地側（河川敷）は主に耕作地で、堤内地は北側は旧中山道沿いに集落があり、南側は主に水田などの農地となっている。
橋が架かる荒川右岸側河川敷に南東方向に一直線に伸びる道路や、その両端にロータリーの施設があるが、これは三輪精機のテストコースである。
- 元荒川
- 切所沼
- 荒川上流河川事務所熊谷出張所
- 熊谷市立久下小学校
- 熊谷市立市田小学校
- 常永寺
- 中山道
- 元荒川通り
- 荒川サイクリングロード

## その他
- 久下橋は埼玉県のぐるっと埼玉サイクルネットワーク構想に基づき策定された「自転車みどころスポットを巡るルート」の「熊谷桜堤周遊ルート」の経路に指定されている[34]。

## 隣の橋
- 荒川

（上流） - 熊谷大橋 - 荒川大橋 - 久下橋 - 大芦橋 - 荒川水管橋 - （下流）